# Camptopoeum khuzestanum
Camptopoeum khuzestanum är en biart som först beskrevs av Warncke 1985.  Camptopoeum khuzestanum ingår i släktet Camptopoeum och familjen grävbin. Inga underarter finns listade.